# George Shultz
George Pratt Shultz (New York, 13 dicembre 1920 – Stanford, 6 febbraio 2021) è stato un politico ed economista statunitense, ricoprendo varie posizioni sotto due diversi presidenti repubblicani. Ebbe un ruolo importante nel plasmare la politica estera dell'amministrazione Ronald Reagan.

## Biografia
Shultz nacque nel 1920 a New York City, unico figlio di Margaret Lennox Pratt e Birl Earl Shultz. È cresciuto a Englewood, nel New Jersey. Il bisnonno era un immigrato dalla Germania, giunto negli Stati Uniti a metà del XIX secolo. 
Dopo aver frequentato la scuola pubblica locale, si trasferì alla Englewood School for Boys (ora Dwight-Englewood School), fino al suo secondo anno di scuola superiore.  Nel 1938, Shultz si diplomò al collegio preparatorio privato Loomis Chaffee School di Windsor, Connecticut. Ha conseguito una laurea, con lode, nel 1942 presso la Princeton University, New Jersey, in economia con un minore. Dal 1942 al 1945, Shultz fu in servizio attivo nel Corpo dei Marines degli Stati Uniti. Era ufficiale di artiglieria, raggiungendo il grado di capitano. Fu distaccato nella 81ª Divisione fanteria dell'esercito degli Stati Uniti durante la battaglia di Angaur (battaglia di Peleliu).

### Accademico
Nel 1949, Shultz ottenne un dottorato di ricerca in economia industriale presso il Massachusetts Institute of Technology (MIT).  Dal 1948 al 1957 insegnò al Dipartimento di Economia del MIT e alla Sloan School of Management del MIT, con un congedo nel 1955 per lavorare nel Consiglio dei consiglieri economici del presidente Dwight Eisenhower come economista senior dello staff. Nel 1957, Shultz lasciò il MIT e si unì alla Graduate School of Business dell'Università di Chicago come professore di relazioni industriali, diventandone preside dal 1962 al 1968. Durante il periodo a Chicago, fu influenzato dai premi Nobel Milton Friedman e George Stigler, che rafforzarono la visione di Shultz sull'importanza di un'economia di libero mercato.  Lasciò l'Università di Chicago per servire sotto il presidente Richard Nixon nel 1969.

### Amministrazione Nixon

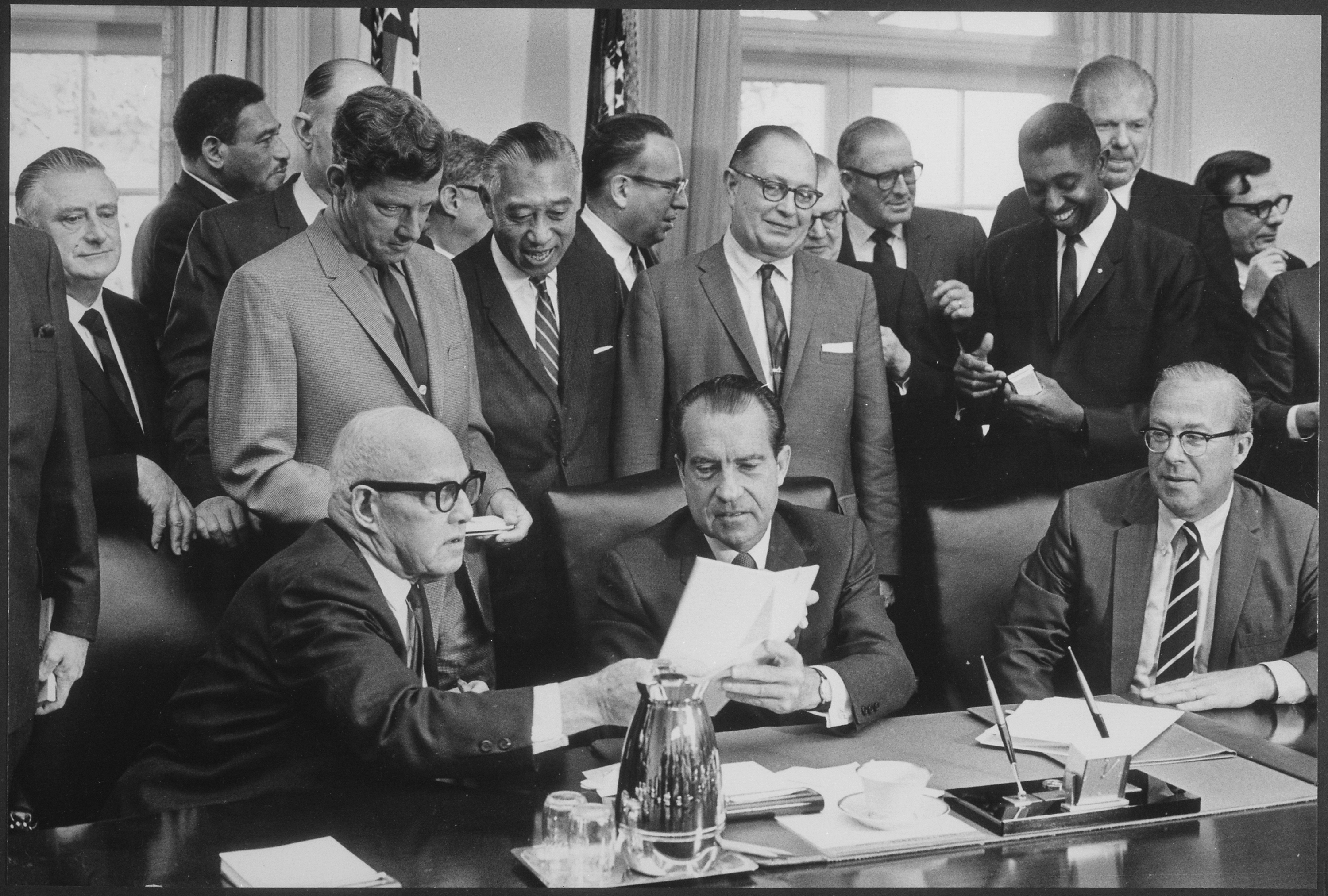
Shultz con Richard Nixon e i leader dei lavoratori alla firma dell'Ordine esecutivo 11491 nell'ottobre 1969

Shultz accettò nel 1969 la nomina del presidente Nixon come Segretario al Lavoro degli Stati Uniti. In quella posizione, impose il "Piano Filadelfia" agli imprenditori edili che rifiutavano di accettare membri neri, segnando una rottura con il passato largamente discriminatorio e il primo intervento sulle quote razziali da parte del governo federale.
Nel 1970 divenne il primo direttore dell'Office of Management and Budget, e rimase in quel ruolo fino alla sua nomina a Segretario al Tesoro degli Stati Uniti nel 1972. In questo incarico, Shultz sostenne lo shock nixonano (che cercò di rilanciare l'economia in pericolo in parte abolendo il gold standard) e presiedette alla fine del sistema di Bretton Woods.

### Dirigente aziendale
Nel 1974 lasciò il servizio governativo per diventare vicepresidente esecutivo di Bechtel Group, una grande società di ingegneria e servizi. In seguito è stato il suo presidente. 
Sotto la guida di Shultz, Bechtel ricevette contratti per molti progetti di costruzione, tra cui dall'Arabia Saudita. L'anno prima di lasciare Bechtel, la società ha registrato un aumento del 50% dei ricavi.

### Amministrazione Reagan

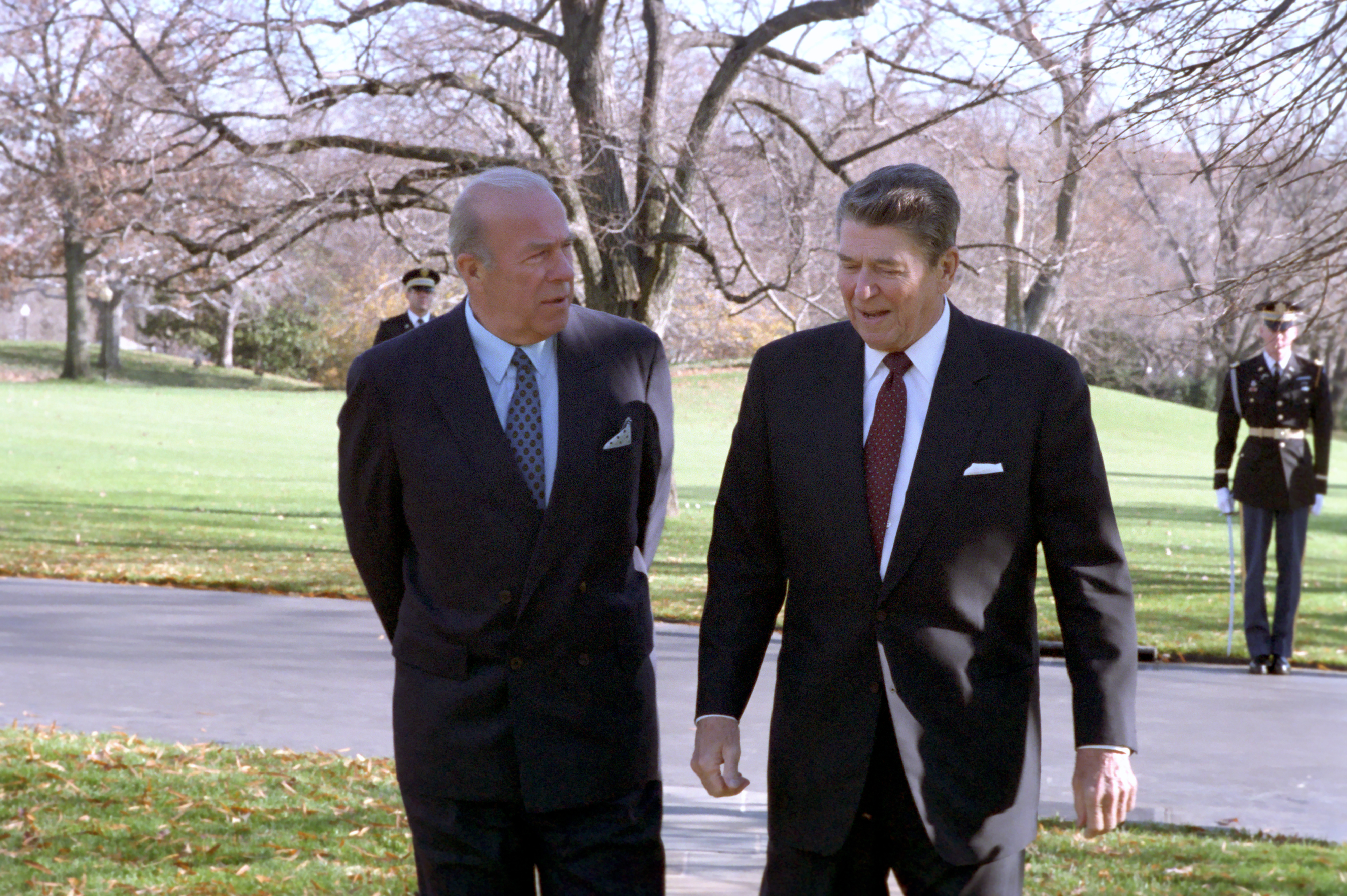
Shultz con il Presidente Reagan fuori dall'Studio Ovale, dicembre 1986

Il 16 luglio 1982, Shultz fu nominato dal presidente Ronald Reagan come 60º segretario di Stato degli Stati Uniti, in sostituzione di Alexander Haig che si era dimesso. Shultz ha occupato quel ruolo per sei anni e mezzo, il mandato più lungo da quello di Dean Rusk. La possibilità di un conflitto di interessi nella sua posizione di segretario di stato dopo essere stato al vertice del gruppo Bechtel è stata sollevata da diversi senatori durante le sue audizioni di conferma. Shultz perse brevemente le staffe in risposta ad alcune domande sull'argomento, ma fu comunque confermato all'unanimità dal Senato. 
Shultz si affidò principalmente al servizio estero per formulare e attuare la politica estera di Reagan. Come riportato nella storia ufficiale del Dipartimento di Stato, "nell'estate del 1985, Shultz aveva selezionato personalmente la maggior parte degli alti funzionari del Dipartimento, sottolineando le credenziali professionali rispetto a politiche nel processo [...] Il servizio estero ha risposto dando a Shultz il suo "completo sostegno", rendendolo uno dei segretari più popolari dai tempi di Dean Acheson". Il successo di Shultz derivava non solo dal rispetto che guadagnava dalla burocrazia, ma anche dal forte rapporto che aveva con Reagan, il quale si fidava completamente di lui. 

#### Relazioni con la Cina
Shultz ereditò i negoziati con la Repubblica Popolare Cinese su Taiwan dal suo predecessore. Secondo i termini del Taiwan Relations Act, gli Stati Uniti furono obbligati ad assistere alla difesa di Taiwan, che includeva la vendita di armi. Il dibattito dell'amministrazione su Taiwan, specialmente sulla vendita di aerei militari, portò ad una crisi nelle relazioni con la Cina, che fu alleviata solo nell'agosto 1982, quando, dopo mesi di difficili negoziati, gli Stati Uniti e la RPC pubblicarono un comunicato congiunto su Taiwan in cui gli Stati Uniti accettarono di limitare la vendita di armi alla nazione insulare e la Cina accettò di cercare una "soluzione pacifica". 
È morto il 6 febbraio 2021, a 100 anni, nella sua casa a Stanford, in California ed è stato sepolto accanto alla prima moglie nel Dawes Cemetery di Cummington nel Massachusetts.

## Vita privata
Durante un periodo di riposo alle Hawaii quando prestava servizio nei Marines nel teatro asiatico-pacifico durante la seconda guerra mondiale, Shultz incontrò l'infermiera militare tenente Helena Maria O'Brien (1915-1995). Si sposarono il 16 febbraio 1946 ed ebbero cinque figli: Margaret Ann Tilsworth, Kathleen Pratt Shultz Jorgensen, Peter Milton Shultz, Barbara Lennox Shultz White e Alexander George Shultz. Helena morì nel 1995 di cancro al pancreas.
Nel 1997, Shultz sposò Charlotte Mailliard Swig, un'importante filantropa e socialite di San Francisco.